# Litavska vaterpolska reprezentacija
Litavska vaterpolska reprezentacija predstavlja državu Litvu u međunarodnom športu muškom vaterpolu. Sudjelovala je u kvalifikacijama za EP 2016.

## Utakmice
- 6. veljače 2015.:  Njemačka -  Litva 20:2
- 7. veljače 2015.:  Turska -  Litva 14:6
- 8. veljače 2015.:  Litva -  Bjelorusija 3:11
- 25. veljače 2015.:  Izrael -  Litva 8:11
- 26. veljače 2015.:  Litva -  Nizozemska 3:25
- 27. veljače 2015.:  Gruzija -  Litva 18:6